# Ittiri
Ittiri (sardinsky: Ìtiri Cannèdu) je italská obec (comune) v provincii Sassari v regionu Sardinie. Nachází se ve výšce 400 metrů nad mořem a má přibližně 8 000 obyvatel. Rozloha obce je 111,46 km².